# Famille Chigi
La famille Chigi ( API : [ˈkiːdʒi] ) est une famille princière italienne d'origine siennoise descendante des comtes d'Ardenghesca, qui possédait des châteaux dans la Maremme, au sud de la Toscane. La famille s'installa à Rome. La première mention authentique d'eux remonte au XIIIe siècle, avec un certain Alemanno, conseiller de la république de Sienne.
La famille possède des domaines à Sienne. Le palais familial de la Via del Corso à Rome est  le siège du gouvernement italien. Un autre Palazzo Chigi à Ariccia est un musée et un lieu de réunions. Le mausolée de la famille se trouve dans la chapelle Chigi de la basilique Santa Maria del Popolo à Rome, œuvre de Raphaël et du Bernin.
La famille princière est représentée par le prince Mario Chigi Albani della Rovere, prince de Farnèse (né en 1929), dont l'héritier est le prince Flavio Chigi Albani della Rovere (né en 1975).

## Histoire

### Origines
Le premier membre éminent est Mariano (1439-1504), banquier et deux fois ambassadeur de Sienne auprès des papes Alexandre VI et Jules II. Il a fondé la branche romaine de la famille, l'autre branche a été fondée par son frère, Benedetto.

## Membres notables
- Agostino Chigi (1465-1520) membre  de la famille à la Renaissance. Banquier, il a construit le palais et les jardins connus sous le nom de Farnesina, décorés par Raphaël, Sebastiano del Piombo, Jules Romain et Le Sodoma. Le pape Jules II en fit son ministre des Finances et lui donna le privilège de caserner ses propres armes (Della Rovere) avec celles des Chigi[3],[1].
- Fabio Chigi, élu pape sous le nom d'Alexandre VII au conclave de 1655, confère le patriciat romain à sa famille. Son frère aîné Mario, dernier commandant de la garde corse à Rome, continue la branche de la famille à Sienne et son frère Augusto à Rome. Le fils d'Augusto, Agostino, fut nommé Reichsfurst (prince du Saint-Empire romain germanique) par Léopold Ier en 1659. Agostino épousa Maria Virginia Borghese (parente du pape Borghese), et acquiert les principautés de Farnèse (1658), Campagnano (1661) et Ariccia, où se dresse un palais portant le nom de famille. Le pape a également eu deux neveux devenus cardinaux, Flavio I, qui était son cardinal-neveu et l'un des principaux collectionneurs d'art de la famille et a construit la Villa Cetinale en 1680, et Sigismondo [2].

En 1712, le prince Augusto, fils du prince Agostino, reçut la dignité de maréchaux héréditaires de l'Église catholique romaine et de gardiens des conclaves, ce qui leur donna une importance cérémonielle  à la mort de chaque pape. Au XVIIIe siècle, Flavio II devient cardinal.
- Sigismondo Chigi Albani della Rovere (24 août 1798 - 10 mai 1877), prince de Campagnano, eut un fils, Don Mario Chigi, et quatre filles (Teresa, qui épousa Giulio, Duca di Torlonia ; Maria, qui épousa le prince Giuseppe Giovanelli ; Angiola, qui a épousé le comte Fabio Bonaccorsi ; et Virginia, qui a épousé le marquis Galeazzo Guidi). Le frère du prince Sigismondo, Flavio III (1810–1885), devint cardinal le 22 décembre 1873 avec le titre de Santa Maria del Popolo ; il avait été nonce en France dans les années 1860[1].
- Mario Chigi Albani della Rovere a succédé à son père en 1877 et a servi comme maréchal de la Sainte Église romaine au Conclave de 1878. Il épousa Antonietta, la fille du prince Louis de Sayn-Wittgenstein-Sayn en 1857. Ils ont eu trois enfants, Agostino, Ludovico (Luigi) et Eleonora.
- Ludovico Chigi Albani della Rovere (10 juillet 1866 - 14 novembre 1951), fils du Prince Mario et d'Antoinette, fut Grand Maître de l'Ordre Souverain Militaire de Malte de 1931 à 1951. En 1893, il épousa Donna Anna Aldobrandini, princesse de Sarsina ; ils ont eu trois enfants, Sigismondo, Petro et Laura. Le prince Ludovico était maréchal de la Sainte Église romaine et a supervisé à la fois le conclave de 1922 et celui de 1939[1].
- Sigismondo Chigi (1894–1982), maréchal héréditaire de la Sainte Église romaine, est le fils du prince Ludovico Chigi Albani della Rovere (1866–1951) et de Donna Anna Aldobrandini, princesse de Sarsina. Il a un fils, Don Agostino Chigi Albani della Rovere (1929-2002) et une fille, la princesse Francesca, avec sa femme, Marian Berry, une héritière américaine[4]. Il a été maréchal du Conclave en 1958 et 1963. L'office, auquel les Chigi avaient succédé après l'extinction des Savelli en 1712, fut aboli par le pape Paul VI dans un motu proprio, Pontificalis Domus, du 28 mars 1968[2].

## Pour approfondir